# Cyathocalyx magnifructus
Cyathocalyx magnifructus är en kirimojaväxtart som beskrevs av R. J. Wang och Richard M.K. Saunders. Cyathocalyx magnifructus ingår i släktet Cyathocalyx, och familjen kirimojaväxter. Inga underarter finns listade i Catalogue of Life.